# Saint-Étienne-du-Gué-de-l’Isle
Saint-Étienne-du-Gué-de-l’Isle (bret. Sant-Stefan-ar-Roudouz) – miejscowość i gmina we Francji, w regionie Bretania, w departamencie Côtes-d’Armor.
Według danych na rok 1990 gminę zamieszkiwało 417 osób, a gęstość zaludnienia wynosiła 28 osób/km² (wśród 1269 gmin Bretanii Saint-Étienne-du-Gué-de-l’Isle plasuje się na 876. miejscu pod względem liczby ludności, natomiast pod względem powierzchni na miejscu 667.).